# Jude Bonnar
Jude Craig Bonnar (* 17. November 2005 in Hamilton) ist ein schottischer Fußballspieler, der bei Celtic Glasgow unter Vertrag steht.

## Karriere
Jude Bonnar begann seine Karriere beim Mill United Boys Club und trat im Alter von sieben Jahren der Jugendakademie von Celtic Glasgow bei. Er besuchte anschließend als Schüler die Celtic-Partnerschule, der St. Ninian‘s High School in Kirkintilloch. Bonnar unterschrieb Ende 2021 seinen ersten Profivertrag bei Celtic, nachdem er sich im Verein durch die verschiedenen Jugendmannschaften des Vereins hochgearbeitet hatte. 2023 gewann er mit Celtic den Scottish Youth Cup im Finale gegen die Glasgow Rangers im Elfmeterschießen.
Ab der Saison 2024/25 war er Teil der B-Mannschaft in der Lowland League und der U19 in der Youth League. Im Dezember 2024 stand der Mittelfeldspieler erstmals in einem Spieltagskader der ersten Mannschaft von Celtic in der Scottish Premiership gegen Dundee United. Erneute berufungen folgten im Februar 2025 in der Champions League gegen den FC Bayern München, und in den schottischen Ligapartien gegen Hibernian Edinburgh und dem FC Aberdeen. Bonnar gab sein Debüt als Profi am 25. Februar 2025, als er beim 5:1-Heimsieg gegen Aberdeen für Arne Engels eingewechselt wurde.